# Vô Học Tổ Nguyên
Vô Học Tổ Nguyên (zh. wúxué zǔyuán 無學祖元, ja. mugaku sogen), 1226-1286, là một vị Thiền sư Trung Quốc, thuộc tông Lâm Tế, đắc pháp nơi Thiền sư Vô Chuẩn Sư Phạm ở Kính Sơn. Năm 1279, sư được mời sang Nhật giáo hoá và nối dõi Thiền sư Lan Khê Đạo Long trụ trì chùa Kiến Trường (ja. kenchō-ji). Sau, sư thành lập chùa Viên Giác (ja. engaku-ji). Cả hai chùa đều được xếp vào Ngũ sơn của Liêm Thương (kamakura), trung tâm của Thiền tông tại Nhật.